# FS ALn 668
Les Autorails FS ALn 668 représentent une grande famille d'automotrices ferroviaires légères, construites à partir du début des années 1950 jusqu'en 1981 pour les chemins de fer italiens, les FS-Ferrovie dello Stato. La majorité des rames construites sont toujours en service en 2011.

## Histoire de l'ALn 668
Au lendemain de la Seconde Guerre mondiale, le parc ferroviaire italien qui avait énormément souffert de l'occupation allemande et qui avait été particulièrement détruit par les bombardements américains, était devenu rapidement insuffisant et obsolète. De plus, sa grande diversité créait de gros problèmes de maintenance notamment pour la disponibilité des pièces de rechange.
Les autorails FS RALn 60, construits pour moderniser le service voyageurs sur les voies siciliennes à écartement réduit des FS, en service depuis janvier 1950, avaient servi de banc d'essai et allaient donner naissance à une longue série d'autorails FIAT qui équiperont de très nombreux opérateurs mondiaux durant la seconde partie du XXe siècle. Quelques mois plus tard, FIAT proposait la série ALn 64 qui représentait l'évolution naturelle de la série 60, et qui s’avérera d'une fiabilité à toute épreuve.
C'est en 1954 que prit corps le projet d'un nouvel autorail standardisé qui, en reprenant les expériences acquises avec les 2 séries en service, permettrait aux FS de faire face à la demande croissante de services sur les lignes reconstruites.
La nouvelle rame automotrice respecta la demande des FS de disposer de 68 places assises dont 8 en 1re classe et 60 en seconde classe. Conformément au système de codification du matériel roulant italien des FS : 
- AL = autorail léger,
- n = nafta/gazole en italien,
- 668 = 68 places mais le premier 6, venant doubler le 6 de 68, signifie que la rame est à double poste de conduite, réversible et couplable.

L'autorail FIAT ALn 668 était donc né et allait devenir le modèle le plus produit et utilisé sur le réseau italien. Il sera également très largement exporté et construit sous licence à l'étranger. 
Les FS profiteront de ce modèle en mettant en évidence son extraordinaire capacité d'adaptation à tout type de service régional et de tracé, ce sera le modèle de référence du parc roulant italien des FS qui, en 30 ans, en auront commandé plus de 700 exemplaires. Ils sont également utilisés par Trenord.

## Caractéristiques techniques des ALn 668

Les différentes livrées des ALn 668: (1) livrée originale marron/isabelle des prototypes 1401-1402; (2) livrée originale vert lichen/jaune colonial des autorails 1404-1470 et de la série 2400; (3) livrée unifiée gris/bleu-azur et beige pergamène adoptée à partir de 1963; (4) livrée XMPR.

En 1954, les chemins de fer italiens FS ont commandé les 3 premières unités de la première série, les prototypes 1401, 1402 et 1403 au constructeur Fiat Ferroviaria.
À la suite de l'expérience développée sur les gros autorails à moteur unique, les FS ALn 990 et FS ALn 880, la production des nouveaux autorails reprendra le principe des équipements bimoteurs typiques des anciens modèles comme les FS ALn 56, mais avec des moteurs à plat sous le plancher.
Cette nouvelle conception a eu l'avantage d'utiliser des groupes propulseurs indépendants de dérivation routière, donc disposant de gros volumes de fabrication avec une assistance aisée. Le coût des moteurs comme de leur maintenance s'en trouvait particulièrement réduit par rapport à des composants spécifiques.
Les systèmes de commande de la cabine de pilotage étaient entièrement nouveaux et électriques.

## Les différentes séries

### Série 1400

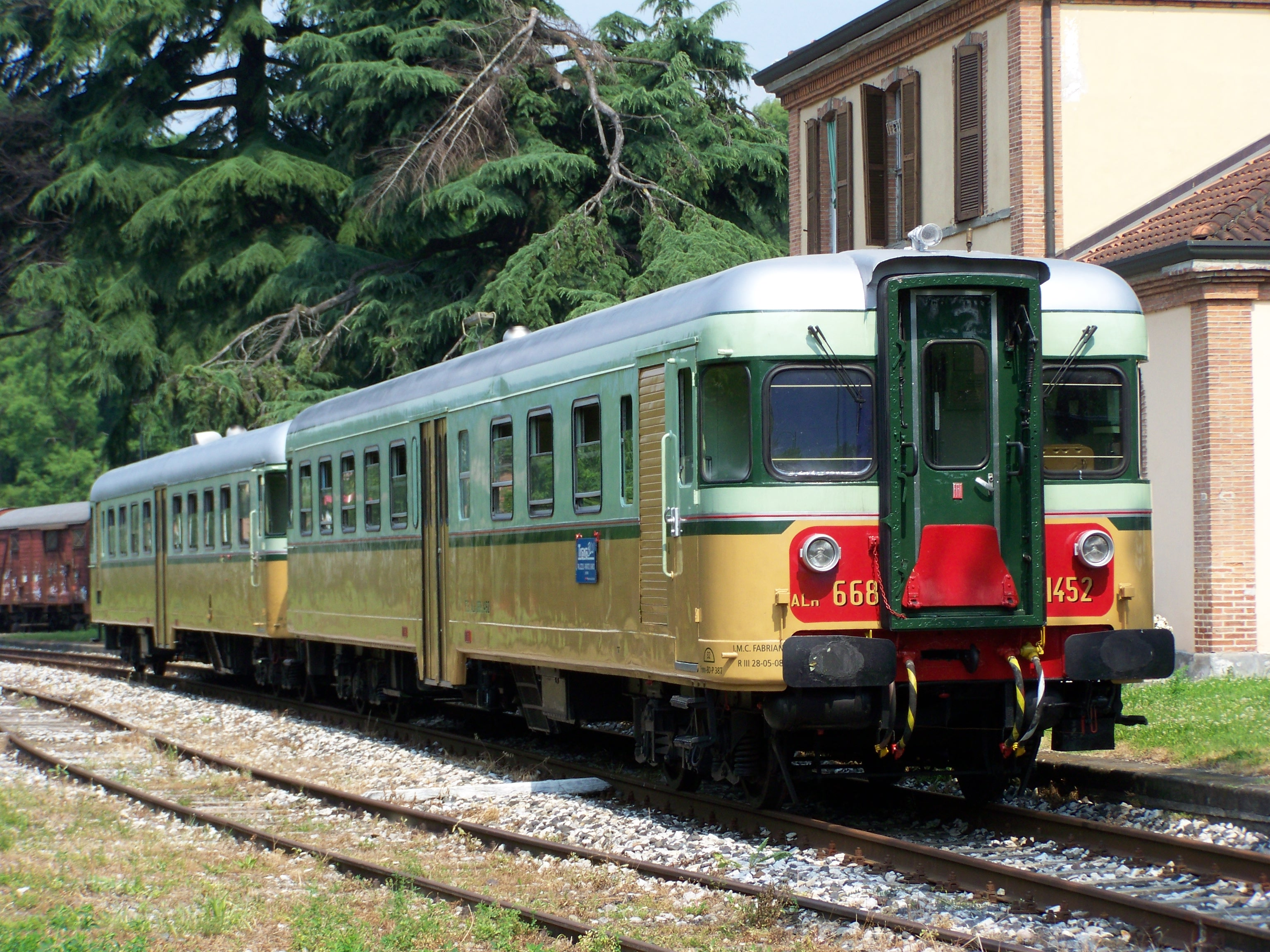
Deux ALn 668 série 1400

La première série des ALn 668 est la série 1400, comprenant 80 unités, y compris les 3 unités prototypes plus 32 exemplaires de la remorque Ln 664.
Sur cette série, Fiat Ferroviaria adopta le moteur Fiat 203S suralimenté, d'une puissance limitée à 110 kW, d'une cylindrée de 10.676 cm3, qui provenait du camion Fiat 682. 
À ce jour, le parc des Ferrovie dello Stato comporte encore 4 unités en service, les 1401, 1452, 1462 e 1478. Les 2 premiers autorails ont été restaurés et repeints dans la livrée d'origine. Ils sont entreposés sur le dépôt de la gare de Milano Smistamento. Les deux autres sont en service sur les lignes régionales de la Vallée d'Aoste.
De nombreux autorails de cette série sont en service sur les lignes régionales en concession comme en particulier, les FER-Ferrovie dell'Emilia Romagna, qui utilise des unités produites entre 1959 et 1962 restaurées, la MetroCampania NordEst, près de Naples, et GTT Turin ex SATTI qui utilise des unités de 1962 restaurées. Sur les 80 autorails produits de cette série, 8 sont toujours en service tout comme 28 remorques.
Cette série a été produite à 80 exemplaires plus 32 remorques Ln 664 entre 1956 et 1963.

### Série 2400
Cette série a été produite quasi simultanément à la série Fiat 1400 mais par le constructeur Breda C.F. de Sesto San Giovanni près de Milan. Ces autorails, en tous point similaires aux Fiat d'origine, disposaient de moteurs diesel 6 cylindres suralimentés Breda type D140S6h d'une cylindrée de 10,179 litres, dont la puissance était limitée à 100 kW. 
Cette série a été produite à 40 exemplaires entre 1959 et 1964.

### Série 1500

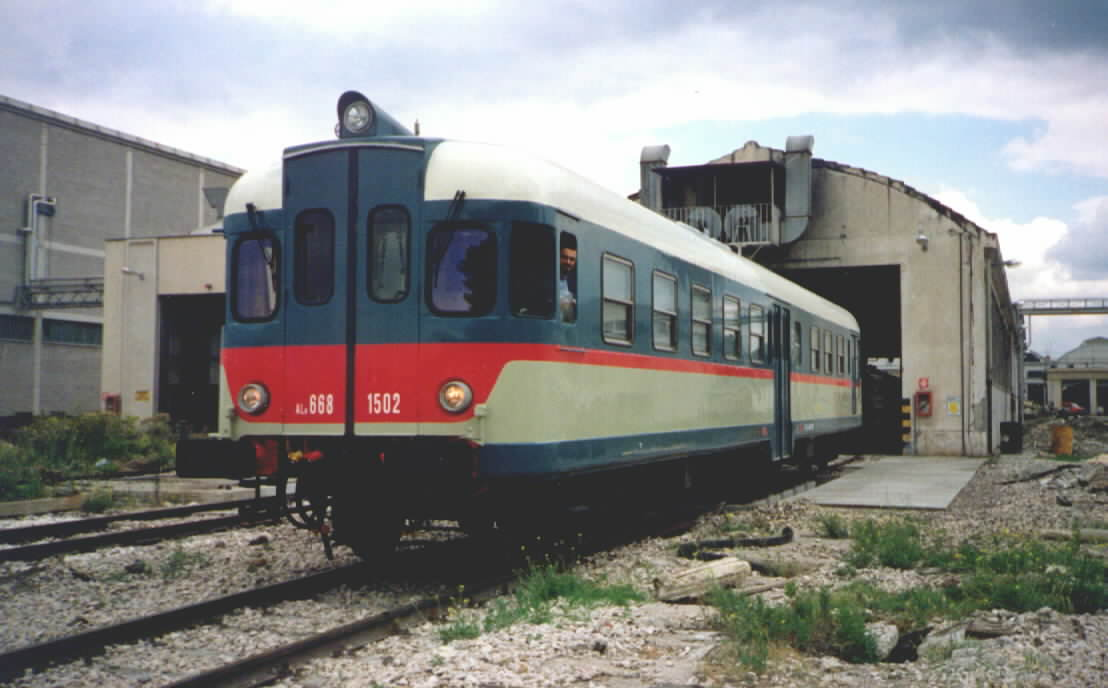
Le ALn 668.1502 dans sa livrée originale

Cette seconde série conserve intacte l'enveloppe extérieure mais adopte un moteur diesel plus puissant, le Fiat 221H, 6 cylindres aspiré de 12.883 cm³, développant 115 kW. La boite de vitesses Fiat épicycloïdale sera remplacée par la boite C.235 produite par Breda C.F..
Cette série a été produite à 75 exemplaires plus 23 unités de la remorque Ln 882 entre 1965 et 1967.

### Série 1600
Cette série est quasiment identique à la série 1500, mais dispose d'une boîte de vitesses mécanique Fiat à 5 rapports.
Cette série a été produite à 33 exemplaires.

### Série 1999
Cette série expérimentale ne comporte que 2 exemplaires prototypes. Ce fut un banc d'essai pour les futures modifications à apporter aux ALn 668. À la fin des années 1960, l'utilisation toujours plus intensive de ces autorails poussa les FS à revoir certaines caractéristiques et notamment le confort. Le modèle ayant largement fait ses preuves au niveau fiabilité, robustesse et sa conception permettaient une utilisation très polyvalente. Fiat retravailla donc les bogies et le châssis. Les bogies furent remplacés par les nouveaux bogies Fiat type 7170 avec ressorts hélicoïdaux et suspension transversale. Ces nouveaux bogies vont connaître un énorme succès pour des utilisations autres que sur les autorails et deviendront la 3e génération de bogies Fiat.
Cette série d'autorails sera équipée du moteur diesel suralimenté Fiat 221HS développant 158 kW, version suralimentée du précédent Fiat 221H qui équipait les séries 1500 et 1600. Les prototypes ALn 668.1999 n'ont jamais été immatriculés dans le parc roulant des FS. Après les essais de qualification, ces 2 autorails furent vendus au concessionnaire "Ferrovia Suzzara-Ferrara SpA". À ce jour 1 seul exemplaire est en service, l'autre a été radié à la suite d'un accident.

### Série 1700

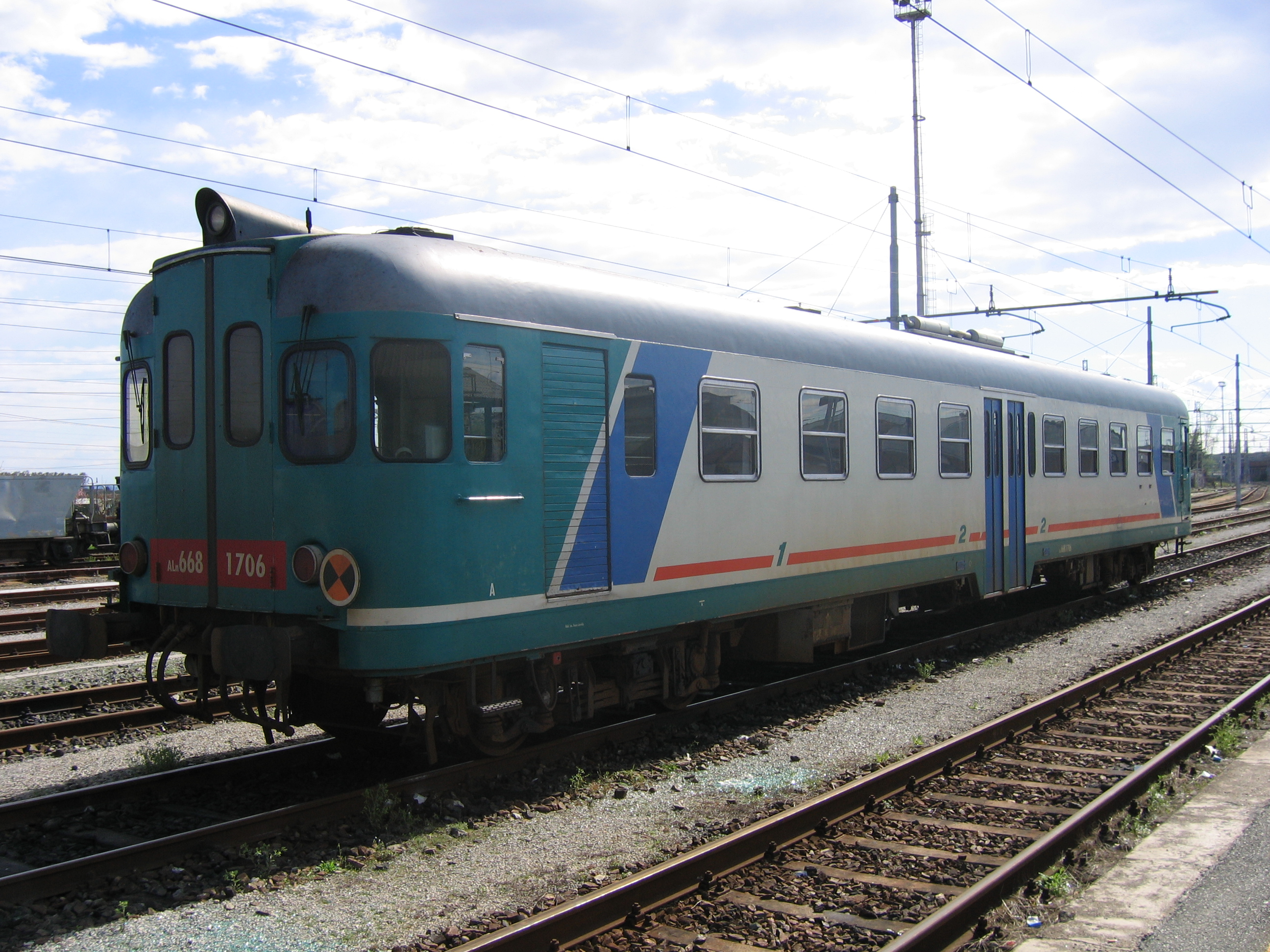
Le ALn 668.1706

La série 1700 sera produite par Breda C.F. dans son usine "Officine Pistoiesi" en 20 exemplaires mais disposeront d'un tout nouveau moteur Fiat qui équipera toutes les futures séries jusqu'en 1980. Le moteur diesel Fiat 8217.12 aspiré avait une cylindrée de 13.798 cm3 et une puissance de 166 kW (UIC). Sa puissance sera bridée à 115 kW comme sur le Fiat 221. Il permettait de meilleures performances, une accélération et une reprise plus importantes.

### Série 1800
Les nouveautés apportées sur cette série concernent l'adoption des bogies FIAT de 3e génération et le plancher en tôle inox larmée.
Cette série a été produite à 84 exemplaires entre 1971 et 1973.

### Séries 1900 & 1000

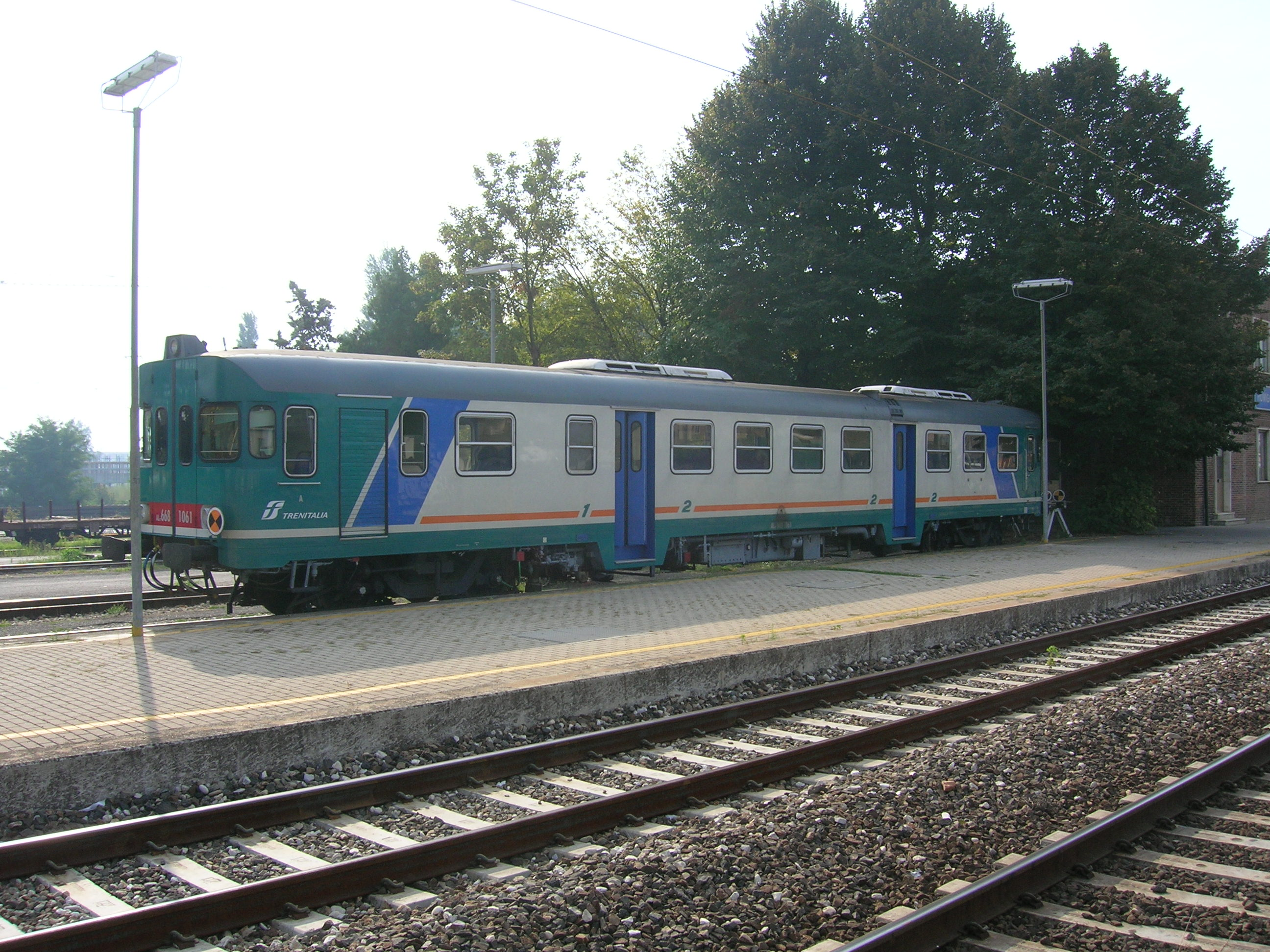
Le ALn 668.1061

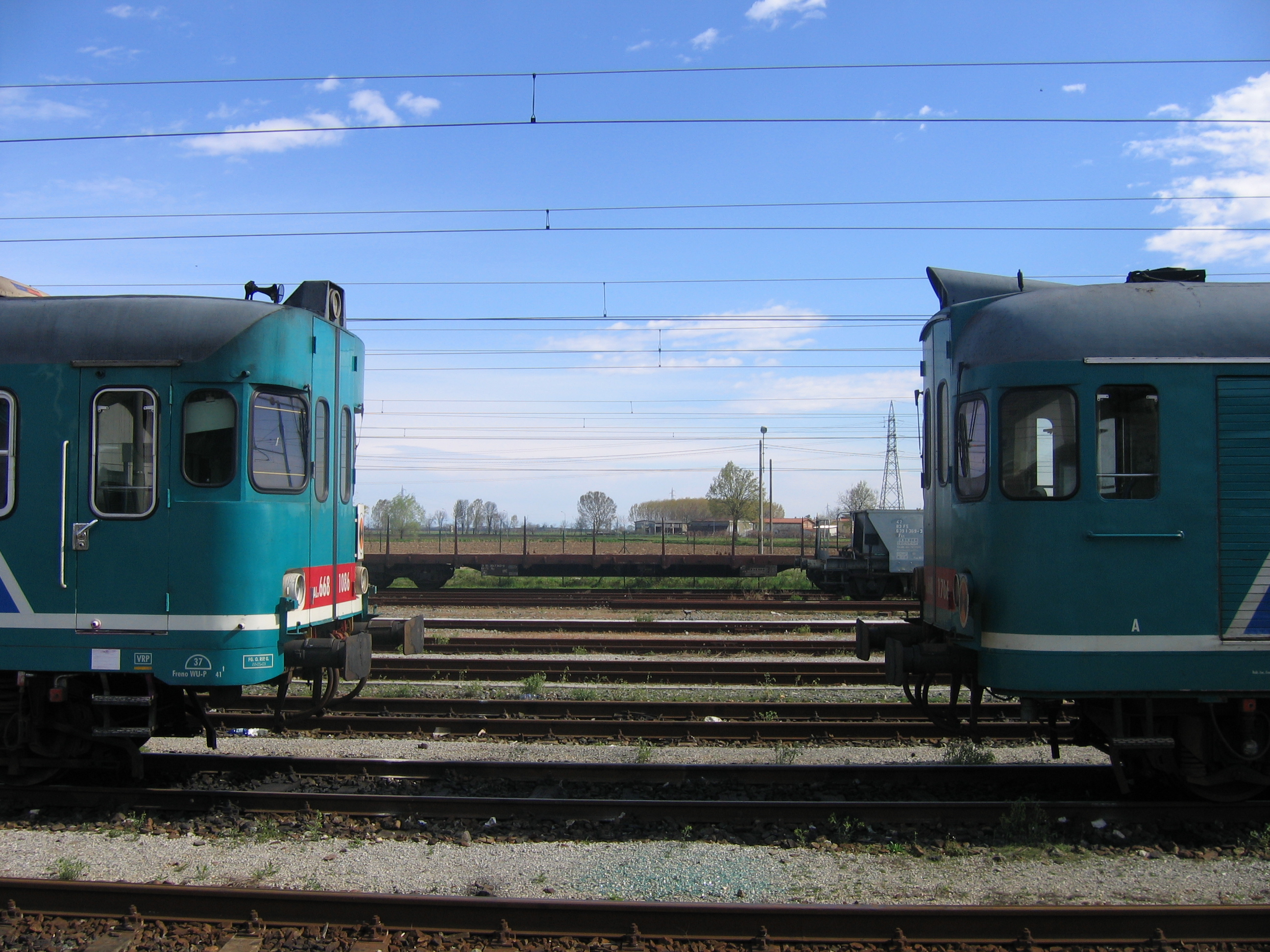
Un ALn 668 série 1000 (à gauche) et série 1700 (à droite). La série 1000 a été produite par Fiat Ferroviaria, la 1700 par Breda C.F.. On peut noter les différences sur l'impériale, les feux et les parties vitrées

Les séries 1900 et 1000 ont connu des évolutions importantes concernant la structure de l'autorail. En particulier, elles concernent l'implantation des deux vestibules en lieu et place du traditionnel vestibule unique central, ainsi que l'allongement global de 22.110 à 23.540 mm. Grâce à cet allongement de la caisse, le confort a été nettement amélioré pour les passagers avec l'augmentation de l'espacement entre les sièges.
Au niveau de la motorisation, cette série adopte le nouveau moteur Fiat 8217 dans sa version suralimentée, le Fiat 8217.32 qui développe 206 kW (UIC). Ce moteur permit d'augmenter la vitesse à 130 km/h.
Cette série 1000 a été produite de 1975 à 1979 à 120 exemplaires et la série 1900 à 42 exemplaires.
Cette série sera utilisée par de nombreuses sociétés concessionnaires italiennes mais également par des sociétés nationales étrangères, en Europe, Asie et Amérique.

### Séries 1200-3000, 3100-3200-3300

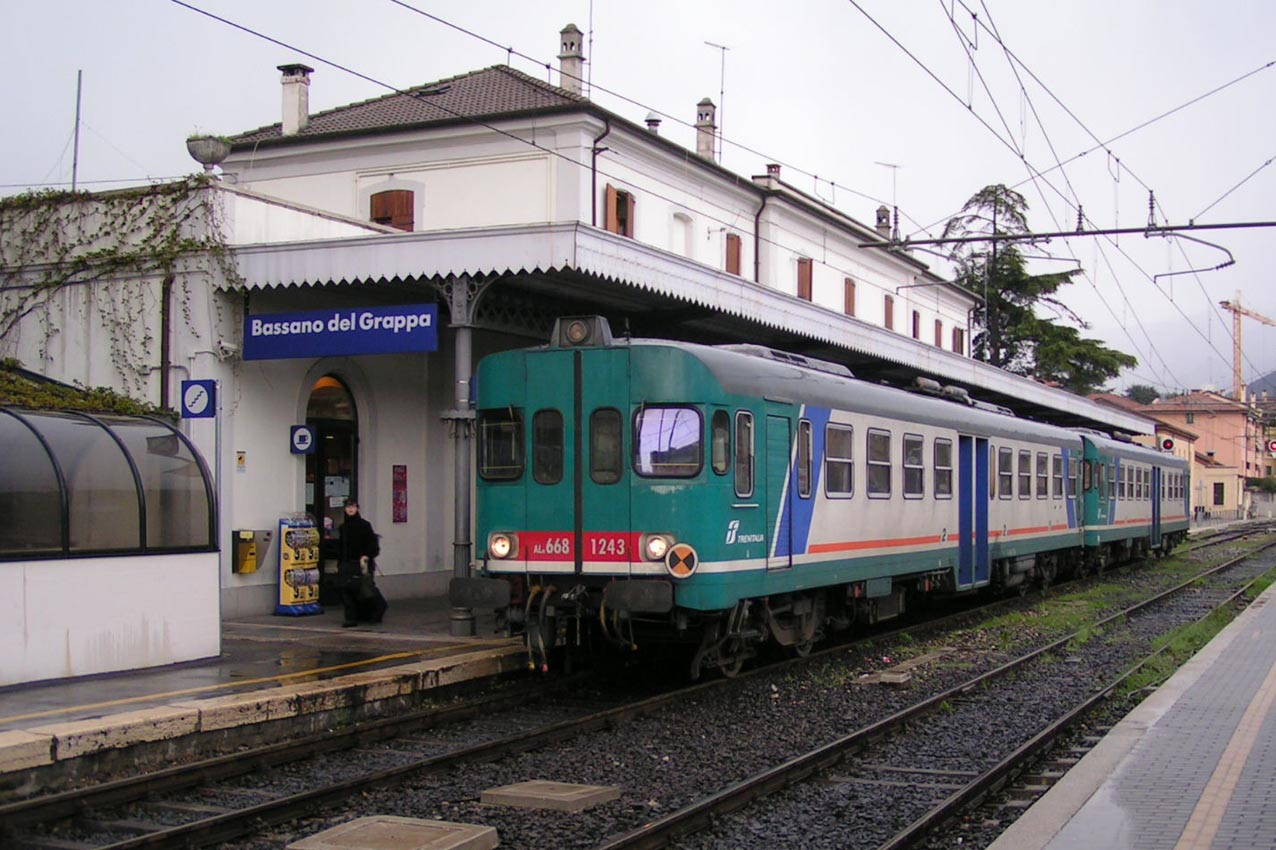
Le ALn 668.1243

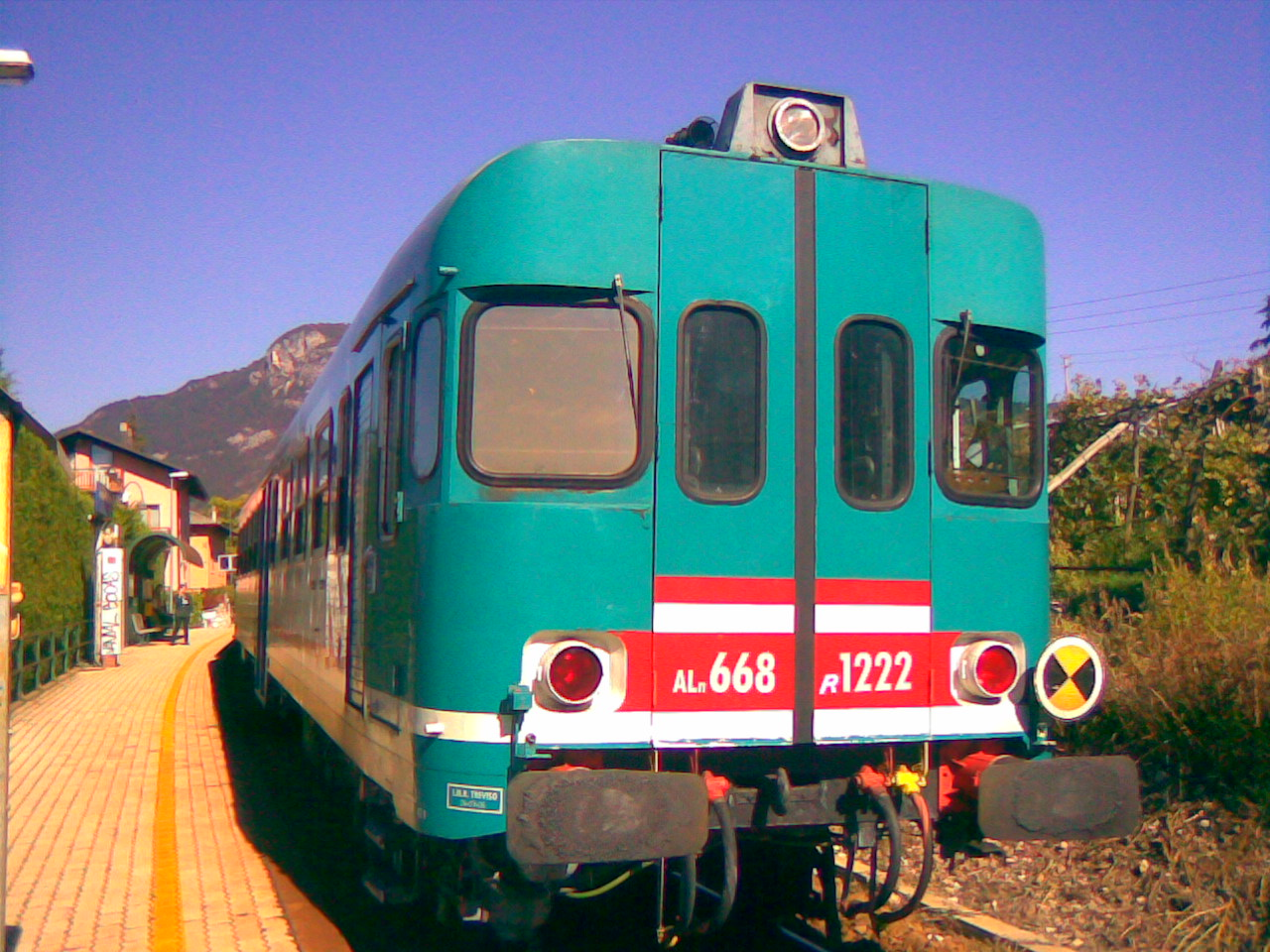
Le ALn 668.1222R

Après de nombreuses années de fabrication d'autorails comportant 2 vestibules, en 1979, les FS décident de revenir au vestibule central unique avec la série 1200. La caisse allongée de la série 1900 est maintenue. Le vestibule ouvre sur l'extérieur avec des portes aux larges dimensions afin de réduire le temps de montée-descente des passagers. Dans un premier temps, la série 1200 est équipée du moteur Fiat 8217 aspiré avec une puissance bridée à 120 kW puis, à partir de 2003, certains autorails seront modifiés et équipés de ce même moteur en version turbocompressé développant 206 kW. Pour les distinguer, ils reçoivent la dénomination série 1200R.
La série 1200 a été produite à 60 exemplaires entre 1979 et 1980.

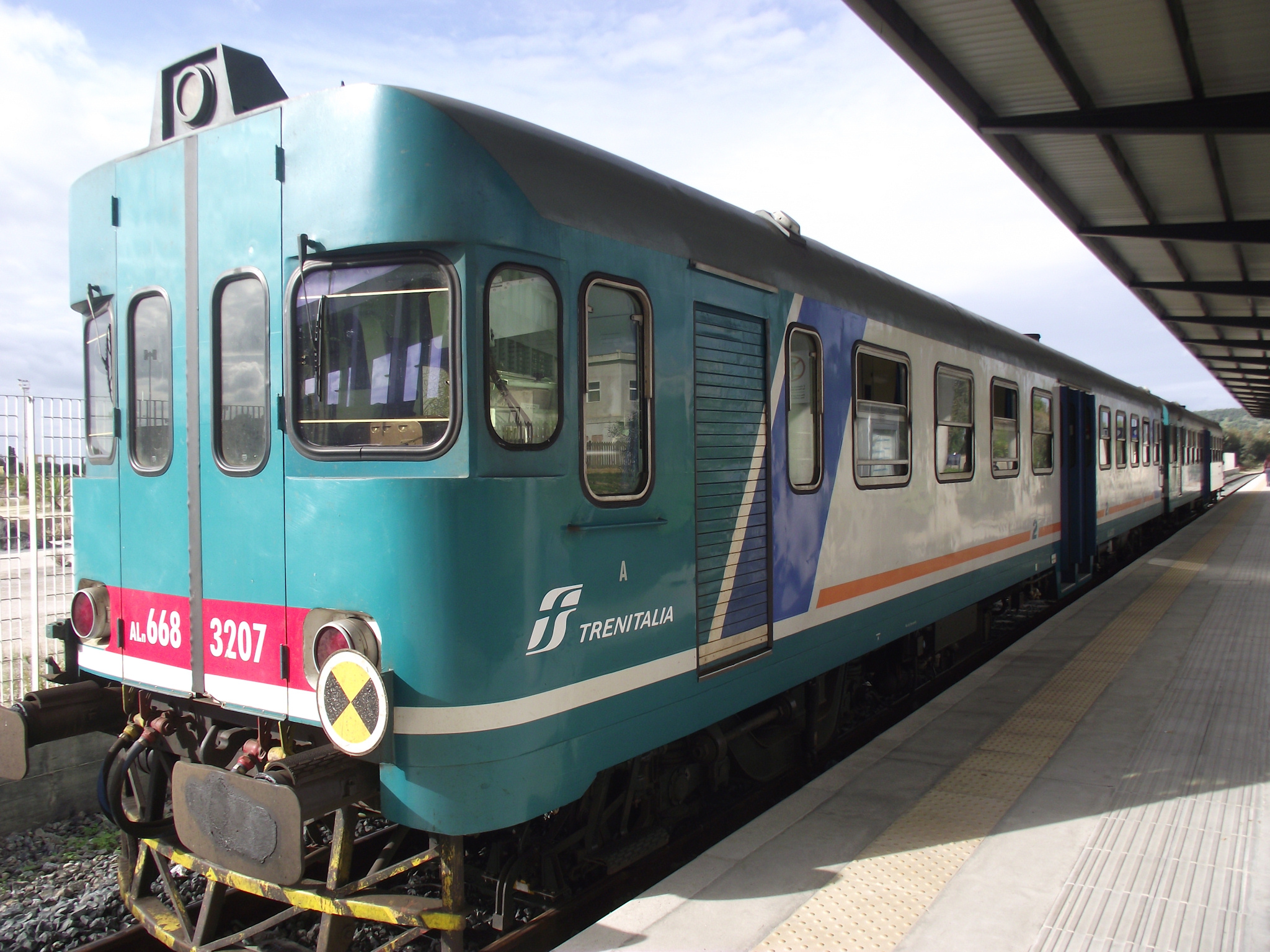
Le ALn 668.3207

La série 3100, produite à 150 exemplaires, est équipée de moteurs Fiat bridés à 170 kW. Comme les autres séries, ces autorails peuvent être couplés jusqu'à 3 unités en commande multiple. Cette série est utilisée notamment sur les lignes difficiles de montagne comme sur le trajet Cuneo-Limone-Vintimille-Nice et Belluno-Montebelluna-Treviso-Venise, en UM de 3 modules.
La dernière série, les ALn 668.3300 a été produite jusqu'en 1981 à 40 exemplaires. Ces autorails comportent un rapport de réduction spécial montagne et disposent d'une vitesse limitée à 120 km/h. Cette série est utilisée sur les lignes pentues des Apennins dans l'Italie centrale comme Terni-Sulmona, Terni–L'Aquila, dont les pentes maximales peuvent atteindre 35 pour mille.

### Remorques

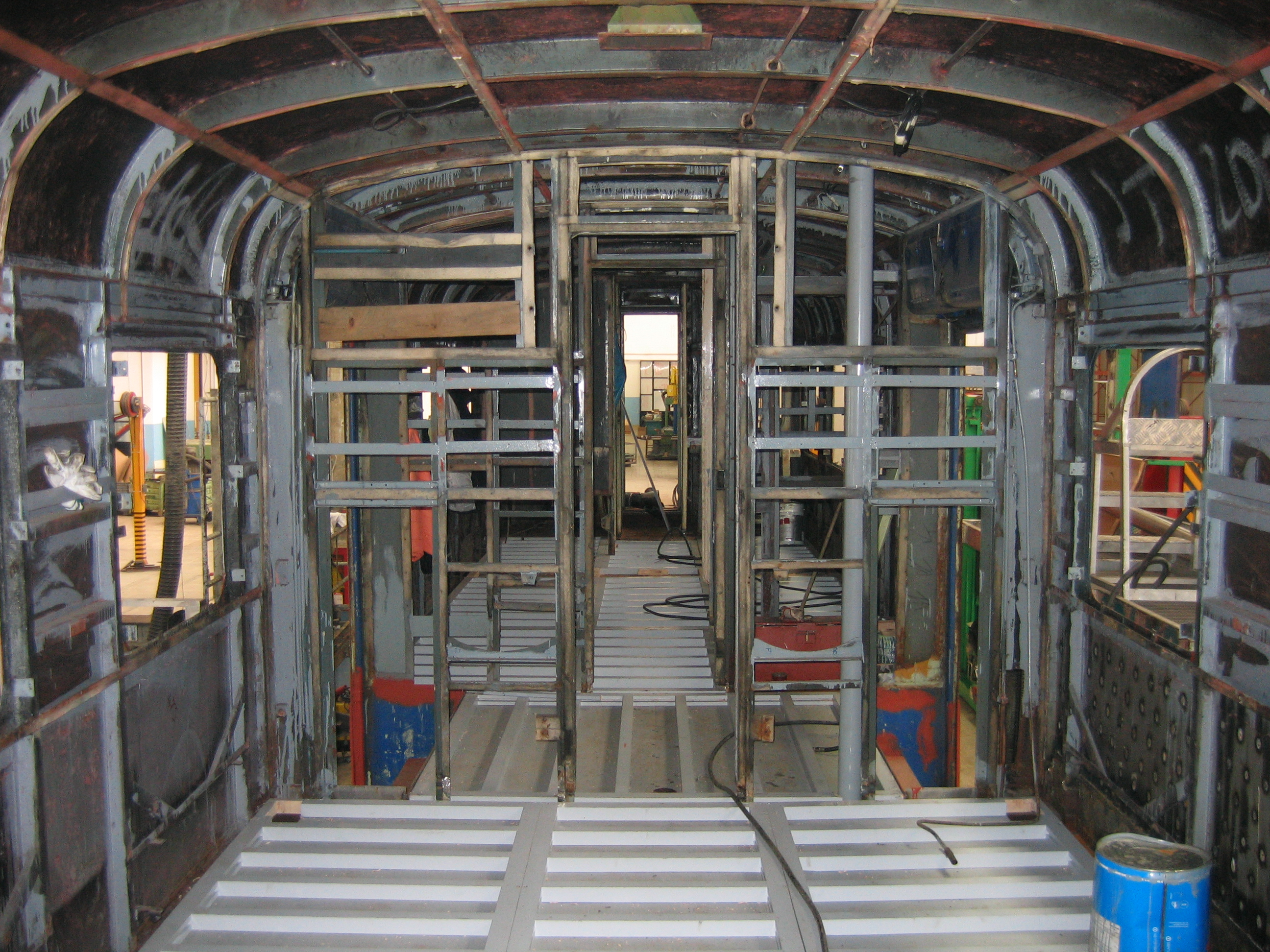
La caisse nue d'une remorque Ln 664. La structure est semblable à celle d'une motrice ALn 668

Au fil des années, l'utilisation de remorques simples est devenu toujours plus rare. Les FS ont, comme leurs collègues étrangers, préféré coupler les motrices.

## Séries spéciales destinées aux compagnies ferroviaires étrangères
Le projet ALn 668 a connu un gros succès commercial. Plus de 100 exemplaires ont été vendus à des compagnies nationales de chemin de fer de par le monde, que ce soit à écartement standard, étroit ou large.